# La perra
La perra és una pel·lícula argentina-mexicana dramàtica-eròtica de 1967, dirigida per Emilio Gómez Muriel i protagonitzada per Libertad Leblanc. Va ser estrenada a l'Argentina el 22 de febrer de 1967, i a Mèxic el 13 d'abril del mateix any.

## Sinopsi
Walter Johnson (Carlos López Moctezuma), un escriptor, desitja llogar-li el iot a Lucas (Julio Alemán), un marí que acaba d'intentar matar a la seva promesa infidel. Lucas es mostra renuent, però Reneé (Libertad Leblanc), l'esposa de Walter, el convenç. Lucas i la parella emprenen el viatge de Buenos Aires a Punta del Este, on Walter planeja visitar al seu amic Álvaro (Héctor Méndez). Durant el viatge, Lucas i Reneé es fan amants i comencen a planejar la mort de Walter.

## Repartiment
- Carlos López Moctezuma
- Julio Alemán
- Libertad Leblanc
- Héctor Méndez
- Mario Savino